# Apple ProRes
ProRes es una línea de codecs de vídeo con pérdida de información desarrollado por Apple Inc. para su uso en posproducción y que soporta hasta 8k, que es el sucesor del códec Apple Intermediate. Se introdujo en 2007 con Final Cut Studio 2.
Es una línea de codecs intermedio, es decir, destinados para su uso durante la edición de vídeo, y no para la de visualización del usuario final. Los beneficios de un codec intermedio es que conserva mayor calidad que los codecs de usuario final, mientras que aún requieren sistemas de discos de almacenamiento mucho menos costoso en comparación con vídeo sin comprimir. Es comparable al codec DNxHD de Avid o CineForm que ofrecen tasas de bits similar, que también están destinados a ser utilizados como codecs intermedios. 
Su popularidad se ha disparado desde que Apple introdujo la posibilidad de grabar en este formato a partir del iPhone 13 Pro, al que añadió la posibilidad de grabar en Prores Log desde el iPhone 15 Pro.